# CC BY-SA
Licence Creative Commons Attribution-ShareAlike (česky Creative Commons Uveďte původ-Zachovejte licenci), často označovaná zkratkou CC BY-SA, je jedna z copyleftových licencí neziskové organizace Creative Commons. Dává čtenářům práva ke kopírování, redistribuci a modifikaci díla; vyžaduje, aby všechny kopie a odvozeniny byly k dispozici pod stejnou licencí (=SA) a byl uveden autor nebo autoři (=BY). Kopie lze prodávat.
Licence CC BY-SA byla navržena pro umělecká a jiná autorská díla dávaná k dispozici pro svobodné použití prostřednictvím internetu. Na rozdíl od GFDL je její oficiální souhrnné znění snadno srozumitelné většině lidí a jsou navíc k dispozici její oficiální verze ve více jazycích.
Původní nelokalizované licence Creative Commons byly psány s ohledem na právní systém v USA a jejich znění nemuselo být kompatibilní s lokální legislativou jiných zemí a licence tak mohly být právně nevynutitelné. Proto byla vytvořena série modifikací, které zahrnovaly lokální legislativu v oblasti copyrightu a práva na soukromí („ported“, tzn. přizpůsobené licence). Verze CC BY-SA uvedená v listopadu 2008 měla označení 3.0.
Nejnovější obecně použitelné (generické) verze licencí Creative Commons, označené 4.0, byly zveřejněny 25. listopadu 2013. Jsou aplikovatelné ve většině právních systémů a nevyžadují další přizpůsobení, pouze vznikají její jazykové překlady. Verze 4.0 se snaží omezit vytváření adaptovaných („ported“) verzí a funguje jako univerzální globální licence.
CC BY-SA je kompatibilní s licencemi Free Art License verze 1.3 a jednosměrně kompatibilní s GNU General Public License verze 3.
Wikipedie používá tuto licenci pro své texty od června 2009; pro část obrázků a dalších multimediálních souborů byla používána již dříve.